# Radio Access Network
Radio Access Network (RAN) är GSM- och UMTS-standardernas generella beteckning för radioaccessnätverket mellan användaren (som kallas mobile station (MS) eller user equipment (UE) beroende på vilken standard) och core-nätverket (core network).